# Caja Cazemier
Caja Cazemier (Spijkenisse, 5 september 1958) is een Nederlandse schrijfster van jeugdboeken.

## Biografie
Caja Cazemier groeide op in Groningen en woont in Leeuwarden. Na de middelbare school studeerde ze Nederlandse taal- en letterkunde. Tijdens haar studie besteedde ze veel aandacht aan jeugdboeken. Ze schreef een scriptie met als titel: Gemengde gevoelens. Jeugdliteratuur voor meisjes in de puberteit. Na haar studie werkte Cazemier twaalf jaar als lerares Nederlands. Sinds 2002 besteedt ze al haar tijd aan het schrijven van boeken.
Cazemier schrijft voor jongeren tussen de 11 en 16 jaar. Haar verhalen gaan vrijwel allemaal over onderwerpen waarmee jongeren op die leeftijd mee te maken kunnen hebben: de brugklas, verliefdheid, seksualiteit, alcohol, drugs en lachgas, online daten, sociale media, online pesten, uitgaansgeweld, loverboys, gescheiden ouders, samengestelde gezinnen, depressie, rouwverwerking, enzovoort. Het zijn realistische verhalen die laten zien hoe jongeren hiermee omgaan. De inspiratiebronnen voor haar psychologische jeugdromans liggen vaak in de actualiteit. Bij de Jonge Jury riepen de lezers in 2008 Vamp uit tot het beste jeugdboek voor 11- tot 16-jarigen.
Naast fictie schrijft ze ook informatieve boeken. Vanaf 2002 is ze verbonden aan uitgeverij Ploegsma en sinds 2018 schrijft ze ook voor Zwijsen. Ruim 25 jaar combineert Cazemier het schrijven met schoolbezoeken. Daarnaast is ze jongerencoach.

## Prijzen en nominaties
- 1995 - Nominatie voor de Prijs van de Nederlandse Kinderjury 12 tot 15 jaar voor Iris
- 2004 - Nominatie voor de Tina Bruna Award 2004-2005 voor Kussen en krullen
- 2008 - Prijs van de Jonge Jury voor Vamp[1]
- 2011 - Nominatie voor de prijs van de Jonge Jury voor Offline[2]
- 2012 - Nominatie voor de prijs van de Jonge Jury voor Knalhard
- 2012 - Nominatie voor de Thea Beckmanprijs voor Familiegeheim
- 2013 - Nominatie voor de prijs van de Jonge Jury voor Iets van mij
- 2015 - Nominatie voor de Thea Beckmanprijs voor Keerzijde
- 2016 - Nominatie voor de prijs van de Jonge Jury voor #selfie[3]

## Vertalingen
- 2000 - Verliebt hoch zehn (Duitse vertaling van Weerlicht), vertaald door Jeanne Oidtmann-van Beek en Peter Oidtmann
- 2002 - Echt Emma, oder ganz der Vater? (Duitse vertaling van Kid Kind), vertaald door Hedwig von Bülow
- 2004 - Verliebt sein ist eine Katastrophe (Duitse vertaling van Verliefd zijn is een ramp!), vertaald door Sonja Fiedler-Dop
- 2008 - Riskanter Chat (Duitse vertaling van Vamp), vertaald door Sonja Fiedler-Dop
- 2009 - Wo geht's hier zur Liebe? (Duitse vertaling van Heb jij het al gedaan?), vertaald door Sonja Fiedler-Dop
- 2012 - Online date (Duitse vertaling van Vamp), vertaald door Sonja Fiedler-Dop
- 2013 - Foarstelling (Friese vertaling van Echt spel), vertaald door Ans Wallinga
- 2020 - Made by Indira. Mada – bet kokia kaina? (Litouwse vertaling van Made by Indira), vertaald door Birutė Avizinienė
- 2021 - Skuldich (Friese vertaling van Schuldig), vertaald door Ytsje Steen